# 牛头神星
小行星161（161 Athor）是由美国天文学家詹姆斯·克雷格·沃森于1876年4月19日在美国安娜堡底特律天文台发现的主带小行星。
該小行星以埃及神话中的爱神、富裕之神、舞蹈之神、音乐之神哈索尔命名。